# Billy Bingham
William Laurence "Billy" Bingham (Belfast, 5 de agosto de 1931 — Southport, 9 de junho de 2022) foi um treinador e futebolista norte-irlandês que atuou como ponta-direita.

## Carreira
Jogou de 1948 a 1965, e o clube que defendeu por mais tempo foi o Sunderland (227 jogos entre 1950 e 1958). Como jogador da equipe, foi à Copa do Mundo FIFA de 1958, a primeira disputada pelos irlandeses. Defendeu também Glentoran, Luton Town, Everton, e Port Vale, seu último clube como atleta profissional.
Curiosamente, esteve presente nas três Copas disputadas pela Irlanda do Norte, pois foi o técnico da equipe nos mundiais de 1982 e 1986. Ainda em 1965, quando parara de jogar, iniciou a carreira de técnico no Southport, mas foi justamente a Seleção Norte-Irlandesa a equipe que por mais tempo treinou: dezessete anos ao todo, em duas passagens (1967–1971 e 1980–1993). Por seus serviços prestados ao futebol, recebeu a Ordem do Império Britânico em 1981. Bingham comandou ainda o Plymouth Argyle, o Linfield, com o qual venceu o campeonato nacional em 1971, a Seleção Grega, o Everton, o PAOK, o Mansfield Town e o Al-Nassr.
Deixou de dirigir equipes ao sair do cargo de técnico da Irlanda do Norte em 1993, após a não-classificação da equipe para a Copa do Mundo FIFA de 1994. Seguiu ainda a função de diretor de futebol no Blackpool antes de se aposentar. No entanto, voltaria à ativa como descobridor de novos jogadores norte-irlandeses, ao ser contratado pelo Burnley.

## Morte
Bingham morreu em 9 de junho de 2022, aos noventa anos de idade, em Southport.